# Vovtja (Samara)
 Ikke at forveksle med Vovtja (Donetsk).
Vovtja (ukrainsk: Вовча) er en flod i Ukraine. Floden flyder 323 kilometer og dækker et bassinområde på 13.300 km².   Den løber gennem byen Pavlohrad. Det løber ud i Samara nær landsbyen Raduta.